# Aargauer Bibliografie
Die Aargauer Bibliografie verzeichnet alle Publikationen aus dem Schweizer Kanton Aargau und über den Aargau. Sie umfasst ebenfalls Werke von Autorinnen, Autoren und Kunstschaffenden, die einen starken Bezug zum Kanton Aargau haben.

## Geschichte
Die Aargauer Bibliografie ist 1972 entstanden. Bis 2004 ist sie als Bestandteil der Zeitschrift Argovia erschienen. Seit 2005 ist die Aargauer Bibliografie online. Erfasst werden Monografien, Periodika, Artikel (mind. 5 Seiten) aus Zeitschriften und Sammelwerken, graue Literatur sowie Non-Books.

## Inhalt
Unter dem Begriff «Argoviensia» sammelt Bibliothek und Archiv Aargau in der Aargauer Kantonsbibliothek Publikationen aus dem Aargau, über den Aargau und von Autorinnen, Autoren, Musikerinnen, Musikern und weiteren Kunstschaffenden, die einen starken Bezug zum Kanton Aargau haben. Die Titel werden formal nach dem Regelwerk Resource Description and Access (RDA) in der Swisscovery-Instanz des Aargauer Bibliotheksnetzes katalogisiert und durch eine eigene Systematik sowie durch Schlagwörter aus der Gemeinsamen Normdatei (GND) sachlich erschlossen. Auf der Website zur Aargauer Kantonsbibliothek stehen thematische Sucheinstiege für die Recherche zur Verfügung. Derzeit sind mit Stand November 2024 über 35'000 Titel nachgewiesen. Der jährliche Zuwachs beträgt ca. 2000 Titel.

## Verzeichnungen (Auswahl)
- Hermann Burger[3]
- Erika Burkart[4]
- Martin R. Dean[5]
- Anna Felder[6]
- Willi Gautschi[7]
- Christian Haller[8]
- Ina Haller[9]
- Ernst Halter[10]
- Klaus Merz[11]
- Hansjörg Schneider[12]
- Margrit Schriber[13]
- Matthias Zschokke[14]